# Peter Murphy
Peter John Joseph Murphy, född 11 juli 1957 nära Northampton, England, av irländsk härkomst, var sångare i rockbandet Bauhaus, och har även gjort åtta soloalbum. Han har kallats "gothrockens gudfader", då han med Bauhaus tillhörde pionjärerna inom musikstilen.

## Diskografi, solo
Studioalbum
- 1986 – Should the World Fail to Fall Apart
- 1988 – Love Hysteria
- 1990 – Deep
- 1992 – Holy Smoke
- 1995 – Cascade
- 2001 – Alive Just for Love
- 2002 – Dust
- 2004 – Unshattered
- 2011 – Ninth
- 2014 – Lion
- 2015 – Remixes from Lion